# Mezőveresegyháza
Mezőveresegyháza (románul: Strugureni, régebb Vereşhaza, németül: Rothkirchen) település Romániában Beszterce-Naszód megyében.

## Fekvése
Besztercétől 40 km-re délnyugatra, Bethlentől 27 km-re délre, Kékes és Mányik közt fekvő település. Kékes felől jővén, északi határán átfolyik a Melles patakának bal ága.

## Nevének eredete
A legenda szerint, nevét az úgynevezett veres barátokról, azaz a keresztes lovagokról kapta, akik a legenda szerint kolostort építettek itt. Ezt a templom vakolatlan falainak a vizsgálata nem támasztja alá: a támpillérekben nincsenek faragott kövek, ami pénzhiányra utal, márpedig a templomos lovagok letartóztatásuk és szervezetük felszámolása előtt nem voltak szegények. Az edház=szent ház, egyszerűsödve egyház szó a régi magyar nyelvben templomot jelent, így az a legvalószínűbb, hogy az egykor vörösre lemeszelt templomról kapta nevét a falu.

## Története
Régészeti leletek
A falu első lakosai a Körös kultúra földművelést és állattenyésztést meghonosító emberei voltak. Úgy tűnik, vannak középső neolitikumi leletek is, egyesek talán a Bükk kultúrához kötődnek. A középső neolitikumot a késő rézkori Coţofeni kultúra követte. E telepről származik egy barnásvörös jáspisból készített, négyoldalú csiszolt kő és egy agancstöredék. A késő bronzkorban a Wietenberg-kultúra lakott a falu központjában, ezeket aztán a dákok, rómaiak követték, majd gepidák, VIII.-IX. századi szlávok és a XII. század lakosai. Valószínűleg a római korból származik egy vasból készült, agancsnyelű fúró. Orbán István háza előtt, a falu Szentmáté felé eső végétől kicsit lennebb, a borozdában egy putri volt megfigyelhető az útszéli árok kitakarítása után. Tatár Árpád régész megfigyelései szerint a templom körüli temetőben két járószinten is lehet újkori kerámiát találni. Darlóczi Piroska sírjának ásásakor a templomtól keletre késő középkori-kora újkori kerámia került elő egy kelet-nyugat irányú régi sírból-a sok ezer éves szokás, miszerint cserépedénybe enni és innivalót tesznek a sírba a halott mellé, itt továbbélt, aztán valószínűleg egy pap megtiltotta a szokás továbbvitelét, mint pogány szokást. Hasonló szokás Újősből ismert, ott is a keleti domb alján lévő régi temetőben, ahol a legenda szerint az első temploma volt a falunak, egy mai kertben egy középkori vagy újkori sírból egy szürke cserépedény került elő, amit az ember csontjaival együtt máshova temettek el. A mezőveresegyházi templom bejárata előtt, Orbán Hajnal és lánya, Kövecsi Margit sírjának ásásakor a földben téglatörmelék és újkori kerámia volt megfigyelhető, ami a templom porticusanak építésével hozható összefüggésbe, azaz a déli-délnyugati oldalon a sírok egy része a porticus építésétől visszamaradt és ide elterített földbe van ásva nagyrészt. A Reformáció után a lakosság itt is lebontotta a templom északi oldalán található sekrestyét és megmaradt falcsonkjából támpillért alakítottak ki, akárcsak Szászújfaluban és Szentmátéban. A támpillérben egy négyszögletes lyuk található, ami jó mélyen benyúlik a pillér belsejébe. A falusiak legendája szerint ez egy szellőzőnyílás a templom alatt található kriptához. Tatár Árpád a harangláb déli alapozásában egy törött, sima faragott kváderkő töredéket lelt.
1373-ban Veresegyhaz néven említik először a források. A falu legrégebben itt lakó családja a Vajda család, ők már az 1500-as években is itt laktak.
A középkori római-katolikus lakosság a reformáció idején felveszi az unitárius vallást, 1594-ben mint a környék legnagyobb unitárius egyházközségéről emlékeznek meg róla. I. Rákóczi György fejedelem azonban 1638-ban rákényszeríti a falu lakosságát, hogy felvegyék a református vallást, ezt követően napjainkig református egyházközség.
1694-ben a tatárok elpusztították a falut, egyedül a templom maradt meg épen. A 18. század elején magyar telepesek érkeznek, akik újra felépítik a falut.
A trianoni békeszerződésig Szolnok-Doboka vármegye Kékesi járásához tartozott.

## Lakossága
1910-ben 580 lakosa volt, ebből 471 magyar, 75 román, 25 cigány és 9 német nemzetiségűnek vallotta magát.
2002-ben 241 lakosából 228 magyar, 13 román volt.

## Látnivaló
- Román kori református temploma a 12. században épülhetett, a középkori templomból azonban csak a hajó, a fali szentségfülke és a félköríves diadalív maradt meg érintetlenül. A 15. században gótikus stílusban átépítették, új szentélyt is kapott. Ezt követően a templom csak kétszer esett át nagyobb felújításon, 1772-ben és 1884-ben. A 2019—es falkép kutatások a diadalívtől jobbra, református növényi festést és festett feliratot találtak a hajó falán. 2020-2021-ben, a külső vakolat legnagyobb részének leverése után, két-három betömött ablak és a betömött sekrestyeajtó lettek láthatók. Az egykori sekrestyében, a szentély északi falán, a hajó-szentély találkozásnál lévő, betömött ajtótól keletre,a sekrestye keleti fala csorbázatának betömése látható. A szentély keleti végén egy kisebb, betömött ablak vehető észre, betömésében egy ötszögű faragott kő van. A szentély déli ablakának bal sarkához egy faragott kő töredéke lett beépítve egy ablakcsere alkalmával. A portikusz és a szentély közti déli támpillér keleti oldalának teteje feletti falba egy félköríves, elég keskeny ablak teteje van beépítve, fejjel lefelé, a vakolat 2020 februári leverésekor a légkalapács helyenként összetörte. A falakba másodlagosan befalazott faragott kövek némelyike a sekrestye lebontása után kerülhetett a helyenként romos templomfalakba egy javítás alkalmával. A harangláb déli talpa alatt lévő faragott kő töredéke is a sekrestyéből származhat. A portikusz fedelének és a dongaboltozatok feletti tégláknak a 2020 márciusi lebontása után, a hajó déli falán egy befalazott, félköríves ablak helye lett látható, amit eddig a portikusz fedele takart el szem elől. A templomnak nincs tornya, helyette a falu közepén 1664-ben egy fa haranglábat építettek, melyet később a templom udvarára költöztettek át. Az 1970-es években, a hosszas, nagy esőzések által elindított földcsuszamlások miatt a harangláb is megcsúszott a szentély végénél, így az 1980-as években a hajó déli oldalára, a nyugati végéhez vitték át.
- 18. századi ortodox fatemplom[2]